# Chiesa di Santa Barbara (Albino)
La chiesa di Santa Barbara Vergine e Martire è il principale luogo di culto cattolico  di Bondo Petello frazione di Albino in provincia e diocesi di Bergamo; fa parte del vicariato di Albino-Nembro. La chiesa conserva la pala d'altare opera di Giovan Battista Moroni Madonna col Bambino in gloria e le sante Barbara e Caterina d'Alessandria. La chiesa fu eletta a parrocchiale nel 1882 con lo smembramento dalla chiesa parrocchiale di San Giuliano.

## Storia
L'edificio di culto intitolato a santa Barbara, fu visitato nell'autunno del 1575 da san Carlo Borromeo arcivescovo di Milano. Dagli atti della visita pastorale si desume che la chiesa intitolata alla santa era posta in contrada Bondo: "nella contrada di Bondo", indicata come "membro" della parrocchiale albinese.
Nel 1666 la chiesa fu inserita nel Sommario delle chiese di Bergamo, elenco redatto dal cancelliere della curia vescovile Giovanni Giacomo Marenzi. La chiesa manteneva lintitolazione a santa Barbara e sussidiaria della parrocchia di ALbino. In prossimità vi erano gli oratori di san Bernardo, della Madonna della Neve, e della Madonna delle Grazie.
La chiesa fu oggetto di un importante lavoro di ampliamento con la formazione dell'aula a croce greca su progetto di Gioachino Piccinelli nel 1853.
Con decreto del vescovo Camillo Guindani del 13 dicembre 1882, la chiesa fu elevata canonicamente a parrocchia e smembrata da quella di san Giuliano. Il vescovo consacrò l'edificio di culto mantenendone l'antica intitolazione a Santa Barbara vergine e martire il 18 settembre 1892 inserendola nella vicaria foranea di Nembro.
Nel Novecento furono eseguiti lavori di ammodernamento e mantenimento con il maggiore innalzamento della torre campanaria nel 1941 e la realizzazione del portico esterno nel 1961.
Con decreto del vescovo Giulio Oggioni del 27 maggio 1979, la chiesa fu inserita nel vicariato locale di Albino-Nembro

## Descrizione

### Esterno
L'edificio di culto, dal tradizionale orientamento liturgico con abside a est, è circondato su tre lati dal sagrato con pavimentazione in terra battura e selciato. Un portichetto è preceduto da un portichetto con cinque aperture frontali e due laterali. La pavimentazione del porticato è in basolato di porfido posato a opus incertum. La facciata si presenta molto semplice terminante con la gronda a due spioventi molto sporgente per proteggere la facciata. Nella parte superiore vi una grande apertura semicircolare atta a illuminare l'aula. Dall'arco posto centrale al porticato si accede all'ingresso principale con portale in marmo di Zandobbio.

### Interno
La navata con pianta a croce greca si compone di due parti di cui maggiormente ampia quella dedicata ai fedeli e di misure inferiori quella della zona presbiteriale. Lesene sorreggono i quattro arconi complete di colonne e capitelli d'ordine corinzio. La parte superiore della navata è completa di trabeazione e cornicione praticabile e illuminata da due finestre semicircolari poste nel transetto a sud e nord dei bracci trasversali, dove sono posti gli altari minori. La copertura è a falde con legno a vista.
L'altare maggiore ospita la pala di Giovan Battista Moroni Madonna in gloria con le due Sante Barbara e Caterina d’Alessandria, eseguita tra il 1562 e il 1564.